# Bactrocera indecora
Bactrocera indecora är en tvåvingeart som först beskrevs av Drew 1971.  Bactrocera indecora ingår i släktet Bactrocera och familjen borrflugor. Inga underarter finns listade.